# Realimentación positiva
La retroalimentación positiva es un mecanismo poco frecuente cuyo efecto es estimular o incrementar la secreción hormonal por parte de la célula. Es posible identificar la realimentación positiva en sistemas de la naturaleza como el clima, la biosfera, sistemas creados por la humanidad como la economía, la sociedad y los circuitos electrónicos

## Generalidades
Un sistema que presenta varios puntos de equilibrio estable posee realimentación positiva, ya que cualquier variación por mínima que sea, hace que el sistema se aleje de ese estado de equilibrio. Por ejemplo un sistema mecánico compuesto por una esfera sobre el vértice de un cono, puede alcanzar una posición de equilibrio, si bien no la mantiene por mucho tiempo ya que una variación mínima en la posición de la esfera con respecto al cono, hace que la esfera tienda a separarse aún más de esa posición, conduciendo a una caída. 
El resultado de una realimentación positiva es una amplificación creciente que hace de una pequeña perturbación un gran cambio en el estado del sistema. La amplificación crece de manera Crecimiento exponencial exponencial en sistemas de realimentación de primer orden o de Hipérbola manera hiperbólica en los de segundo orden.

## En electrónica
Consiste en muestrear partes de la señal de salida y aplicarla de vuelta a la entrada. Esta técnica es útil para cambiar los parámetros de un amplificador como aumento de voltaje, impedancia de salida y entrada, estabilidad y ancho de banda.
La realimentación positiva si un aumento en la señal de salida da como resultado una señal de realimentación que al ser mezclada con la señal de entrada causa un aumento todavía mayor de la magnitud de la señal de salida. Esto también se conoce como realimentación regenerativa. La realimentación positiva está en la misma fase que la señal de entrada, por lo tanto, la ganancia final del amplificador(Af) aumenta.
Ganancia final Af=(voltaje de salida/voltaje de entrada)=A/(1-Aß). Aquí A es la ganancia del amplificador sin realimentación, y ß es el factor de realimentación

### Usos
La realimentación positiva se usa ampliamente en osciladores y receptores de radio receptores de radio regenerativos y multiplicador de capacidad multiplicadores de capacidad.

### Ejemplo
La realimentación de audio es un ejemplo común de realimentación positiva. Es el pitido familiar que surge cuando el sonido de un altavoz entra en un micrófono pobremente situado y se amplifica, como resultado el sonido se vuelve cada vez más intenso.